# Пшеничницька сільська рада
Пшени́чницька сільська́ ра́да — адміністративно-територіальна одиниця та орган місцевого самоврядування в Канівському районі Черкаської області. Адміністративний центр — село Пшеничники.

## Населені пункти
Сільській раді підпорядковані населені пункти:
- с. Пшеничники
- с. Бучак
- с. Глинча
- с. Іваньків
- с. Трощин

## Загальні відомості
Із сходу територію ради омивають води Канівського водосховища. На півночі рада межує із Григорівською, на заході — із Чернишівською і Потапцівською, на півдні — із Бобрицькою та Грищинецькою сільрадами.
Населення сільради — 457 осіб (2001).
На території сільради розташовані:
- урочища — Грибіней із Лисячим джерелом, Московські Гори, Бабина Гора.

Через територію сільради проходить асфальтована автодорога Канів-Григорівка. На ній розташовані села Трощин, Пшеничники та Іваньків. Від Трощина відходить дорога на схід до села Глинча. Бучак з'єднаний окремою дорогою із Канева через Бобрицю, яка була збудована до місця будівництва Канівської ГАЕС. Від неї також була збудована і автодорога до села Іваньків. Таким чином всі села сільради пов'язані між собою асфальтованими дорогами. В селі Бучак, яке розташоване на березі Канівського водосховища, збудована пристань. Нова пристань-порт почала будуватись і біля Канівської ГАЕС.

### Природно-заповідний фонд
На землях сільради розташовано ботанічні заказники місцевого значення Баранів Яр і Руди.

## Склад ради
Рада складається з 12 депутатів та голови.
- Голова ради: Мотриченко Сергій Михайлович

### Керівний склад попередніх скликань
| Прізвище, ім'я, по батькові  | Основні відомості                                                                                                | Дата обрання | Дата звільнення |
| ---------------------------- | --- | ------------ | --------------- |
| Хівренко Віктор Юхимович     | Сільський голова, 1953 року народження, освіта середня спеціальна, член Всеукраїнського об'єднання «Батьківщина» | 26.03.2006   | 31.10.2010      |
| Хівренко Віктор Юхимович     | Сільський голова, 1953 року народження, освіта середня спеціальна, член Партії регіонів                          | 31.10.2010   | 23.10.2012      |
| Мотриченко Сергій Михайлович | Сільський голова, 1962 року народження, освіта середня спеціальна, член Партії регіонів                          | 02.06.2013   |                 |

Примітка: таблиця складена за даними сайту Верховної Ради України

### Депутати
За результатами місцевих виборів 2010 року депутатами ради стали:

#### За суб'єктами висування
| Суб'єкт висування           | Кількість обраних депутатів | %    |
| --------------------------- | --------------------------- | ---- |
| Самовисування               | 10                          | 83,3 |
| Комуністична партія України | 2                           | 16,7 |

#### За округами
| № округу                    | Прізвище, ім'я, по батькові  | Дата визнання обраним | Освіта  | Партійна приналежність             | Відомості про обраного депутата             |
| --------------------------- | ---------------------------- | --------------------- | ------- | ---------------------------------- | ------------------------------------------- |
| Комуністична партія України |                              |                       |         |                                    |                                             |
| 6                           | Мироненко Ганна Андріївна    | 04.11.2010            | середня | член Соціалістичної партії України | пенсіонер                                   |
| 7                           | Натяга Петро Трохимович      | 04.11.2010            | середня | член Соціалістичної партії України | пенсіонер                                   |
| Самовисування               |                              |                       |         |                                    |                                             |
| 1                           | Ковтун Віра Михайлівна       | 04.11.2010            | середня | позапартійна                       | Пшеничницька сільська рада, секретар        |
| 2                           | Брана Марія Юріївна          | 04.11.2010            | середня | позапартійна                       | приватний підприємець                       |
| 3                           | Ковтун Ірина Петрівна        | 04.11.2010            | вища    | позапартійна                       | приватний підприємець                       |
| 4                           | Заєць Михайло Омельянович    | 04.11.2010            | вища    | позапартійний                      | Пшеничницька загальноосвітня школа, вчитель |
| 5                           | Пуник Василь Андрійович      | 04.11.2010            | вища    | позапартійний                      | ЗАТ «Укршампіньйон», нач. цеху              |
| 8                           | Пуник Лариса Анатоліївна     | 04.11.2010            | середня | позапартійна                       | Пшеничницька сільська рада, касир           |
| 9                           | Петриченко Лідія Іванівна    | 04.11.2010            | середня | позапартійна                       | Пшеничницький будинок культури, директор    |
| 10                          | Шумський Іван Михайлович     | 04.11.2010            | середня | позапартійний                      | пенсіонер                                   |
| 11                          | Москаленко Ганна Іванівна    | 04.11.2010            | середня | позапартійна                       | Пшеничницька сільська рада, бухгалтер       |
| 12                          | Мяловська Валентина Іванівна | 04.11.2010            | середня | позапартійна                       | пенсіонер                                   |